# 樺 (橘型駆逐艦)
樺（かば）は日本海軍の駆逐艦。仮称5500号艦、橘型（改松型）駆逐艦として藤永田造船所で建造された。
艦名は植物の樺による。特にシラカバの別称とされる。艦名としては樺型駆逐艦の1番艦「樺」に続いて2代目。

## 艦歴
竣工後、訓練部隊の第十一水雷戦隊（高間完少将）に編入。瀬戸内海で訓練、待機の最中に触雷して損傷する。
7月15日に乗員が6月22日の爆撃で損傷した「楡」から移乗し、「楡」に代わって第三十一戦隊（鶴岡信道少将）第五十二駆逐隊に編入される。
7月24日には第38任務部隊（ジョン・S・マケイン・シニア中将）の艦載機と交戦し、小型爆弾1発が命中して魚雷発射管が使用不能となり、35名の戦死者を出した。そのまま呉で終戦を迎えた。
10月5日に除籍。12月1日、特別輸送艦に指定され、復員輸送に従事。その後、賠償艦として1947年（昭和22年）8月4日佐世保で米国へ引渡された。そのまま国内で売却され、同年10月8日から翌年3月1日にかけて三井造船玉野造船所で解体された。

## 歴代艦長
※『艦長たちの軍艦史』372頁による。

### 艤装員長
1. 野尻雅一 大尉 1945年3月1日-

### 駆逐艦長
1. 野尻雅一 大尉 1945年5月29日-